# Pseudomesochra longifurcata
Pseudomesochra longifurcata är en kräftdjursart som beskrevs av T. Scott 1902. Pseudomesochra longifurcata ingår i släktet Pseudomesochra och familjen Pseudotachidiidae. Inga underarter finns listade i Catalogue of Life.